# Água Azul do Norte
Água Azul do Norte är en kommun i Brasilien.   Den ligger i delstaten Pará, i den centrala delen av landet, 1 100 km norr om huvudstaden Brasília. Antalet invånare är 25 061.
I omgivningarna runt Água Azul do Norte växer i huvudsak städsegrön lövskog. Runt Água Azul do Norte är det mycket glesbefolkat, med 3 invånare per kvadratkilometer.